# Echiniscoides horningi
Echiniscoides horningi är en djurart som tillhör fylumet trögkrypare, och som beskrevs av Miller och Kristensen 1999. Echiniscoides horningi ingår i släktet Echiniscoides och familjen Echiniscoididae. Inga underarter finns listade i Catalogue of Life.